# Amanda Lear (album)
Amanda Lear è l'omonima raccolta della cantante pop francese Amanda Lear, pubblicata nel 1997 dall'etichetta discografica LaserLight.

## Tracce
CD (LaserLight 21 010)
1. Follow Me (Remix) – 3:50 (Anthony Monn, Amanda Lear)
2. Loving – 3:42 (Amanda Lear, D. Laloue)
3. Una notte insieme a te – 3:51 (S.Menegale, R.Ferrato, S. Menegale, R. Ferrato)
4. Fashion Pack (Studio 54) (Remix) – 4:52 (Anthony Monn, Amanda Lear)
5. Speak of the Devil – 3:15 (Amanda Lear, O. Brochart, I.MaeRam's, I. Mae Ram's)
6. Peep! – 3:56 (Amanda Lear, M. Gordon, Michael Gordon, Helmuth Schmidt)
7. Everytime You Touch Me – 3:43 (Amanda Lear, M. Gordon, Michael Gordon, Helmuth Schmidt)
8. On the Air Tonight – 3:34 (Peter Bardens)
9. Dance Around the Room – 4:04 (Peter Bardens)
10. Rien ne va plus – 3:46 (Amanda Lear, R. Costa, Helmuth Schmidt)
11. Time to Change – 3:40 (Amanda Lear, O. Brochart, I.MaeRam's, I. Mae Ram's)
12. Echec Et Mat – 3:25 (Amanda Lear, M. Poggini, G. Caliandro, Claudio Daiano)
13. Ragazzino – 3:25 (Caliandro, Daino, Claudio Daiano)
14. L'école d'amour – 4:30 (Amanda Lear, Claudio Daiano)
15. Lili Marleen (Remix) – 4:28 (Norbert Schultze, Hans Leip, Tommy Connor)
16. Alter Ego – 2:07 (Amanda Lear, M. Gordon, Michael Gordon)